# Hudson Hawk – Der Meisterdieb
Hudson Hawk – Der Meisterdieb ist eine US-amerikanische Actionkomödie des Regisseurs Michael Lehmann aus dem Jahr 1991. Bruce Willis spielt die Titelrolle, einen cleveren Meisterdieb.

## Handlung
Eddie Hawkins, genannt „Hudson Hawk“, ist ein ehemaliger Safeknacker und Meisterdieb – und gerade frisch aus dem Gefängnis entlassen. Bevor er jedoch dazu kommt, endlich wieder einen seiner geliebten Cappuccino zu trinken, wird er von gleich mehreren Parteien (darunter die Mafia und die CIA) zu verschiedenen Kunstrauben erpresst.
Hawkins macht sich an die Arbeit und stellt bald fest, dass hinter all diesen Aktionen eine mysteriöse Firma namens Mayflower Industries steht; deren Inhaber, das durchgeknallte Milliardärsehepaar Darwin und Minerva Mayflower, mithilfe von in den Kunstwerken verborgenen Teilen eines Kristalls die Macchina del Oro fertigstellen wollen, eine von Leonardo da Vinci entwickelte Maschine zur Goldherstellung. Dafür brauchen sie vor allem drei von da Vincis Werken, das Modell eines Reiterstandbildes des Herzogs Francesco Sforza, den Codex und den Helikopter. Das Milliardärsehepaar will damit so viel Gold herstellen, dass der Weltmarktpreis drastisch sinkt. Weil dadurch alle, die Gold gehortet haben, ärmer würden, wären die Mayflowers am reichsten und würden die Welt beherrschen.
Anna Baragli, Kunstspezialistin und Geheimagentin einer Spionageabwehrorganisation des Vatikans, wird Zeugin, wie Hudson Hawk den Codex aus dem Petersdom stiehlt. Sie heftet sich an seine Fersen und verliebt sich bald in ihn. Ihre Organisation hat ein Abkommen mit CIA-Mann George Kaplan getroffen, um an die Hintermänner der Verschwörung heranzukommen.
Hawk muss bald feststellen, dass nicht nur Kaplan, sondern auch sein bester Freund Tommy Five-Tone gezwungenermaßen für die Mayflowers arbeitet. Tommy und er können jedoch mit einem Trick entkommen und beschließen, ihren Gegnern gemeinsam mit Anna das Handwerk zu legen. Dabei werden sie von einer ganzen Reihe Agenten der Mayflowers gejagt, die nun selbst das dritte Werk, den Helikopter, stehlen mussten und denen sie schließlich auch in die Hände fallen. Auf Da Vincis Burg, wo die Macchina del Oro fertiggestellt werden soll, kommt es zum Showdown zwischen Hawks Team, den Mayflowers und Kaplans Männern.
Hawk wird gezwungen, den Kristall zusammenzusetzen, macht dabei aber absichtlich einen Fehler – mit katastrophalen Folgen: die halbe Burg fliegt in die Luft, als Darwin Mayflower Gold zu produzieren versucht. Hawk und Anna entkommen im Nachbau von einem von Da Vincis primitiven Fluggeräten. Schließlich kommen sie vor dem Hintergrund der brennenden Burg endlich zur Ruhe – und Hudson Hawk zu seinem Cappuccino.

## Hintergrund
- Isabella Rossellini war ursprünglich für die Rolle der Anna vorgesehen, wurde aber später durch Maruschka Detmers (St. Pauli Nacht) ersetzt. Da diese wegen Rückenbeschwerden das Projekt verlassen musste, sprang Andie MacDowell ein.
- Der Film verwendet eine Mischung verschiedener Verschwörungstheorien und Bezüge auf andere Filme – vor allem die populären Our Man Flint-Filme mit James Coburn aus den 1960er Jahren.
- Ein wesentlicher Bestandteil des Films sind die Gesangseinlagen von Bruce Willis und Danny Aiello. Ihre Songs sind auch im Soundtrack des Films enthalten.
- Als Kulisse für die  Mayflower-Villa diente die Fassade des Palazzo della Civiltà Italiana.

## Einspielergebnisse
Der Film spielte in den USA und Kanada nur 17 Millionen Dollar ein. Weltweit verkaufte er sich deutlich besser, so dass er dort 80 Millionen US-Dollar einspielte. Produktionskosten von 65 Millionen standen also Einnahmen von 97 Millionen US-Dollar gegenüber. Auch auf Video verkaufte sich der Film besser und brachte ab 1995 Gewinne, unter anderem auch Willis, der an den Einnahmen beteiligt war.

## Rezeption
Hudson Hawk wurde von der Kritik spektakulär verrissen. Es folgten die Goldene Himbeere für den schlechtesten Regisseur (Lehmann), das schlechteste Drehbuch (Kraft, Willis, de Souza) und den schlechtesten Film. Außerdem war der Film in den Kategorien schlechtester Hauptdarsteller (Bruce Willis), schlechtester Nebendarsteller (Richard E. Grant)  und schlechteste Nebendarstellerin (Sandra Bernhard) nominiert. Die Macher schrieben dies vor allem den teils chaotischen Dreharbeiten und dem ständig umgeänderten Drehbuch zu.
Bruce Willis zog sich in der Folgezeit vom Drehbuchschreiben zurück und konzentrierte sich auf seine Arbeit als Schauspieler.

## Kritiken
„Ein verquastes Sammelsurium aus handelsüblicher Action und stumpfsinnigen Parodie-Ansätzen, in dessen unorganisierter Betriebsamkeit jeder Funke von Witz und Spannung im Ansatz erstickt.“

„In diesem wilden Mix aus Slapstick, Musical (!) und Krimi gibt sich Bruce Willis mal ganz spitzbübisch. Fazit: Überdrehte Parodie auf filmische Superhelden.“